# Заррко
Заррко, Людина завтрашнього дня (англ. Zarrko, the Tomorrow Man), справжнє ім'я — Артур Заррко (англ. Arthur Zarrko) — вигаданий персонаж, що з'являвся на сторінках американських коміксів видавництва Marvel Comics. Найчастіше представлений як антагоніст для супергероя Тора.

## Історія публікації
Персонаж був вигаданий коміксистами Стеном Лі та Джеком Кірбі. Вперше Заррко представився читачам у коміксі «Journey into Mystery» #86 (листопад 1962).

## Вигадана біографія

### XXIII століття
Доктор Артур Заррко — геніальний злий вчений з 2262 року, який побудував машину часу, щоб втекти зі свого мирного XXIII століття і відвідати примітивніші періоди, де ядерну зброю можна було легко викрасти.

### Подорож у минуле
Поки Тор допомагає американським військовим випробовувати нові ракети, на його машині часу з'являється Заррко, який викрадає пристрій і тікає в майбутнє, перш ніж Тор встигає його зупинити. Пообіцявши повернути бомбу, Тор викликає свого батька Одіна і запитує, як він може потрапити в майбутнє. Одін підказує йому, як використовувати свій молот для подорожей у часі, прив'язавши до нього фрагмент корабля Заррко (відламаний під час короткої битви між Тором і Заррко) і розкрутити молот швидше за швидкість світла, щоб його магія перенесла його в майбутнє.

### Назад до XXIII століття
Заклинання спрацювало й Тор потрапив у майбутній 2262 рік, де виявив, що Заррко використав бомбу, щоб захопити майбутню Землю. Коли Заррко дізнається про прибуття Тора в його час, він відправляє свою новостворену охорону за Тором. Він швидко знаходить когось з майбутнього, щоб виступити в ролі приманки, одягнувши костюм, як у Тора, в той час, як Тор надягає чорну мантію й вони вдвох штурмують цитадель Заррко. Всередині фальшивий Тор потрапляє в полон, заколисуючи Заррко хибним відчуттям безпеки, коли він раптово потрапляє в засідку справжнього Тора. Зброя Заррко виходить з ладу, він тікає і нацьковує на Тора армію роботів, які вихоплюють його молот Мйольнір. Використовуючи водопровідну трубу для короткого замикання роботів, Тору вдається змусити їх кинути свій молот до того, як шістдесят другий часовий ліміт змусить його знову перетворитися на Дональда Блейка. Тим часом Заррко втік на кораблі й планує скинути бомбу на місто, однак Тор викликає шторм, який змушує корабель Заррко літати досить нестабільно, щоб Тор зміг повернути скинуту бомбу. Коли корабель Заррко розбивається, лиходій виживає, але страждає на амнезію і потрапляє під варту. Прославлений як герой, Тор повертається в сучасність, де повертає вибухівку військовим.

### Минуле
Одін наполовину зменшив силу Тора і зробив персоною нон ґрата в Асґарді, коли той наполіг на одруженні з Джейн Фостер. Прагнучи скористатися цією можливістю, Локі відновив пам'ять Заррко, який негайно вирушив у минуле, щоб битися з Тором. Цього разу Тор не зміг перемогти робота Заррко й добровільно здався та погодився повернутися разом з ним до XXIII століття як його раб. Тор допоміг Заррко завоювати XXIII століття, захопивши центральний комп'ютер, який керував усім світом. Звільнившись від присяги допомагати Заррко, Тор швидко розправився зі своїм ворогом, з легкістю виводячи його з ладу без свого робота. Потім супергерой повернувся свого часу, а Одін, побачивши всі події так, як вони відбувалися, відновив Тору його повну силу.
Змова Заррко виявилася планом порятунку людства. У своєму майбутньому Тор відокремився від свого людського «я», Джейка Олсона, і втратив здатність розуміти людей. Через це Тор ставав все більш деспотичним і нав'язливим, і вважав, що керувати людством — це єдине справедливе, що він може зробити. Заррко знав, що у своєму майбутньому Тор стане тираном, тому він повинен був вирушити ву минуле й зупинити його до того, як Сила Одіна зробить його непереможним і майже всемогутнім.
Коли уряди Землі почали масовану атаку на Асґард, Заррко намагався втекти зі своєю машиною часу, але був зупинений Тільфі.
Спроба Заррко здійснити подорож у часі допомогла Тору створити для себе нове майбутнє, в якому він ніколи не буде тираном, яким він був би без свого людського «я».

### Борис
Згодом лиходій повернувся під виглядом Бориса, слуги Крістофа Вернарда, спадкоємця Доктора Дум, який став членом Фантастичної четвірки після «смерті» Містера Фантастіка. Незабаром його викрили, але він скористався машиною часу, щоб спричинити хаос у будівлі, залучивши різних героїв і лиходіїв з минулого і майбутнього, щоб боротися з ним. Пізніше він втік, вирішивши, що все, чого він хоче — це спокійне місце і багато їжі.

### You are Deadpool
Заррко замінив Хронархістів зміщеними в часі дублікатами себе і завербував Дедпула, щоб отримати шолом для подорожей у часі під виглядом того, що він дозволить лиходію повернутися в його епоху. Насправді Заррко знав, що Дедпул зловживатиме шоломом і створить кілька часових ліній, що відволіче Управління часових змін на достатній час для того, щоб Заррко міг замінити їх версіями себе. Його кінцевою метою було змусити перезавантажити Мультивсесвіт, щоб створити чистий всесвіт. Заррко був переможений Дедпулом і Справедливим миром, які використовували свої часові копії для боротьби з Людиною завтрашнього дня і Дедпулом, а потім ув'язнили всі часові лінії в коміксах серії «You are Deadpool».

## Сили
Артур Заррко — геній з майбутнього з великими знаннями в різних галузях науки: біологія, ядерна фізика, робототехніка тощо. Він також є талановитим інженером.

## Обладнання
Заррко має на озброєнні численні високотехнологічні прилади, наприклад:
- Часовий куб — машина часу
- Радіаційні пістолети
- Сервітор — велетенський надсильний робот
- Робот-шахтар

## Інші версії

### What If?
Заррко брав невеличку участь у серії коміксів «What If», а саме у випуску «Що, якби Джейн Фостер знайшла молот Тора?» (англ. «What If Jane Foster Found the Hammer of Thor»): Заррко був серед суперлиходіїв, що атакували Джейн Фостер.

## Поза коміксами

### Телебачення
Суперлиходій з'явився в епізоді «Могутній Тор» мультсеріалу «Супергерої Marvel», де він заявляв, що прибув з 30 сторіччя.